# Aimery VII de Thouars
 (janvier 2016).
Si vous disposez d'ouvrages ou d'articles de référence ou si vous connaissez des sites web de qualité traitant du thème abordé ici, merci de compléter l'article en donnant les références utiles à sa vérifiabilité et en les liant à la section « Notes et références ».
Aimery VII de Thouars, né vers 1152 et mort en 1226 est un sénéchal de l'Anjou, puis sénéchal du Poitou. Il est le fils aîné de Geoffroy IV et de Denise de Lusignan, fille d'Hugues VII le Brun et de Sarrazine de Lezay.
Il est le 18e vicomte de Thouars, de 1173 à 1226.

## AimeryVIIet les Plantagenêt
Il achève la reconstruction du château de Thouars avant 1188. Il se joint aux fils d'Henri II Plantagenet en révolte contre leur père et il prend ensuite le parti de Richard Cœur de Lion contre le frère de celui-ci Henri Court Mantel.
Avec Geoffroy de Lusignan et Raoul de Mauléon il resta fidèle à Richard même quand celui-ci eut à faire face à une révolte des seigneurs poitevins. En 1194, il se trouvait d'ailleurs avec Richard à Spire en Allemagne, signe de son attachement à ce dernier. Quand Richard meurt en 1199, Aimery fait, ainsi que la plupart des seigneurs poitevins, hommage à Jean sans Terre, alors que les seigneurs d'Anjou, du Maine et de Touraine font hommage à Arthur duc de Bretagne qui bénéficie du soutien du roi de France Philippe II Auguste. Jean sans Terre le nomme sénéchal de l'Anjou en remplacement de Robert de Tourneham, mais inquiet des relations amicales qu'il entretient avec Aliénor d'Aquitaine, Jean sans Terre lui reprend la charge de sénéchal de l'Anjou au profit de Guillaume des Roches.  
En 1199, Aimery de Thouars et Hugues comte de la Marche s'emparent par surprise de Tours pendant qu'Arthur se fait recevoir chanoine dans l'Abbaye St Martin de Tours. Ce dernier parvient néanmoins à s'échapper. 
Aimery confirme à Aliénor d'Aquitaine, qui vient de se réfugier à l'Abbaye de Fontevraud, sa fidélité au roi Jean sans Terre. Ce dernier est au château de Thouars en février 1202. Philippe Auguste venait de déclarer la guerre à Jean à la suite de l'enlèvement par ce dernier d'Isabelle d'Angoulême, la fiancée du seigneur de Lusignan. La plupart des barons poitevins sont du côté de Philippe Auguste. Son allié Arthur de Bretagne essaie alors de s'emparer de Mirebeau où se trouve Aliénor d'Aquitaine, mais Jean sans Terre et le vicomte de Thouars fondent sur la place et font prisonnier Arthur. Quelque temps après Arthur, emprisonné à Falaise puis à Rouen, est poignardé par son oncle Jean sans Terre le 3 avril 1203.
Ce crime troubla les seigneurs poitevins jusque-là favorables à Jean. Le vicomte de Thouars (il prit le titre de duc d'Aquitaine du Nord), engagea en novembre 1203 les hostilités contre les partisans du roi de France mais une trêve fut rapidement signée jusqu'en janvier 1204.

## AimeryVIIet les Capétiens
Philippe Auguste réussit alors (1204) à s'attacher le vicomte Aimery VII en le nommant sénéchal du Poitou et d'Aquitaine et lui cédant la ville de Loudun, Aimery rend alors un hommage-lige au roi de France.
Pendant ce temps son frère Guy de Thouars prenait la tête des nobles de Bretagne contre Jean sans Terre. Philippe Auguste profita de cet ensemble de circonstances pour s'emparer de la Normandie.
Savary de Mauléon s'était emparé de Niort pour le compte de Jean sans Terre en 1205, Aimery en fait le siège et enlève la ville pour le compte de Philippe II Auguste. Mais l'année suivante il tourne casaque et accueille Jean sans Terre à La Rochelle. Celui-ci, aidé du vicomte de Thouars s'empare d'Angers. Mais Philippe Auguste arrive en octobre 1206 avec son armée et le roi Jean se retire en Angleterre. Le roi de France revient en 1207 pour faire le siège de Thouars, la ville et son vicomte sont obligés de se rendre, et le roi s'empare également d'Airvault et de Parthenay. En 1208 Aimery allié à Savary de Mauléon se soulève à nouveau, Guillaume des Roches les bat et fait prisonnier Aimery, le fils du vicomte, et Hugues le frère de ce même vicomte. Ils sont libérés quand Aimery VII jure fidélité au roi de France.
En 1214, Jean sans Terre débarque à nouveau à La Rochelle, Aimery VII et son frère Hugues le rejoignent avec Savary de Mauléon. Le prince Louis (fils de Philippe Auguste) les met en déroute lors de la bataille de La Roche aux Moines et la région de Thouars est dévastée par l'armée royale française. Aimery n'obtient un accord avec le roi Philippe Auguste que par l'entremise de son frère Guy de Thouars, l'ancien régent de Bretagne. Pourtant, en 1216, il se range aux côtés du roi Henri III d'Angleterre (le fils de Jean sans Terre), et à sa suite il signe une trêve avec le roi de France en 1220. À son échéance, en 1224, la guerre reprend et le roi de France Louis VIII assemble son armée à Tours afin d'envahir la vicomté de Thouars. Arrivé à Montreuil-Bellay les négociations entre le vicomte et le roi aboutissent à une nouvelle trêve d'un an.
À l'issue de tous ces épisodes, Aimery est devenu un acteur incontournable dans la lutte entre les Plantagenêt et les Capétiens. Il devient de fait le représentant des Plantagenets en France et négocie directement avec le roi de France Louis VIII, puis en 1225 il se reconnaît son homme-lige.
Il meurt en 1226 et est enterré dans l'Abbaye de Chambon à Mauzé-Thouarsais.

## Descendance
Il épousa en premières noces avant 1179 Agnès de Laval (fille du baron Guy IV de Laval et d'Agathe) avec qui il eut trois filles :
- Adèle (épouse de Renaud du Puy du Fou) ;
- Alix (épouse de Thibault III de Beaumont, seigneur de Bressuire) ;
- Aumur (épouse de Bernard vicomte de Brosse).

En secondes noces il épousa Marie dont il eut quatre fils :
- Geoffroy (v. 1183-1245), époux de Marguerite du Tonnay, puis trésorier de Saint-Hilaire de Poitiers ;
- Guy Ier (v. 1183-1242), vicomte de Thouars ;
- Aimery VIII (1187-1246), vicomte de Thouars ;
- Guillaume de Thouars (?-1245) : seigneur du Lion d'Angers et de Candé, il épousa en 1237 Isabeau de Châteaubriant dite de La Guerche, fille de Guillaume de Châteaubriant de La Guerche et d'Hersende de Sillé).